# Eiya Hashimoto
Eiya Hashimoto (Japans: 橋本 英也) (Gifu, 15 december 1993) is een Japans baan- en wegwielrenner die sinds 2025 rijdt voor Kinan Racing Team. In 2014 en 2018 won Hashimoto het omnium tijdens de Aziatische Spelen.

## Palmares

### Wegwielrennen
2013
 Japans kampioenschap tijdrijden, beloften

### Baanwielrennen
| Jaar | JK                                                                        | AK                                                                 | WK                                     | Overig |
| ---- | ------------------------------------------------------------------------- | ------------------------------------------------------------------ | -------------------------------------- | --- |
| 2012 | achtervolging · ploegenachtervolging                                      |                                                                    |                                        | |
| 2013 | achtervolging · omnium                                                    | ploegenachtervolging · 5e puntenkoers                              |                                        | Oost-Aziatische Spelen: · achtervolging                                                                   |
| 2014 | achtervolging · ploegenachtervolging · puntenkoers · koppelkoers · omnium |                                                                    | 12e omnium                             | Aziatische Spelen: · omnium · ploegenachtervolging                                                        |
| 2015 | omnium                                                                    |                                                                    |                                        | |
| 2016 |                                                                           | omnium                                                             | 5e puntenkoers                         | |
| 2017 | omnium                                                                    |                                                                    |                                        | |
| 2018 | omnium                                                                    | omnium · 7e scratch                                                | 10e omnium                             | Aziatische Spelen: · omnium · koppelkoers · ploegenachtervolging                                          |
| 2019 | ploegenachtervolging · koppelkoers · scratch · achtervolging              | omnium · omnium · koppelkoers · ploegenachtervolging · koppelkoers | 7e omnium                              | |
| 2020 |                                                                           |                                                                    | 11e omnium                             | |
| 2021 |                                                                           |                                                                    | 9e omnium 18e afvalkoers               | Olympische Spelen: · 15e omnium · NC Hongkong: · afvalkoers · omnium · koppelkoers · ploegenachtervolging |
| 2022 | afvalkoers · koppelkoers · achtervolging                                  | scratch                                                            | 16e afvalkoers                         | |
| 2023 | afvalkoers · scratch · koppelkoers · puntenkoers · 4e omnium              | afvalkoers · omnium · ploegenachtervolging                         | 8e ploegenachtervolging 13e afvalkoers | NC Jakarta: · afvalkoers                                                                                  |
| 2024 | afvalkoers · scratch · koppelkoers                                        | omnium · ploegenachtervolging                                      |                                        | Olympische Spelen: 10e ploegenachtervolging                                                               |

Chikatani · Harada · Hashimoto · Hori · Ichimaru · Imamura · Ishibashi · Kuboki · Okubo · Sawada